# Augusto Pestana (Politiker)

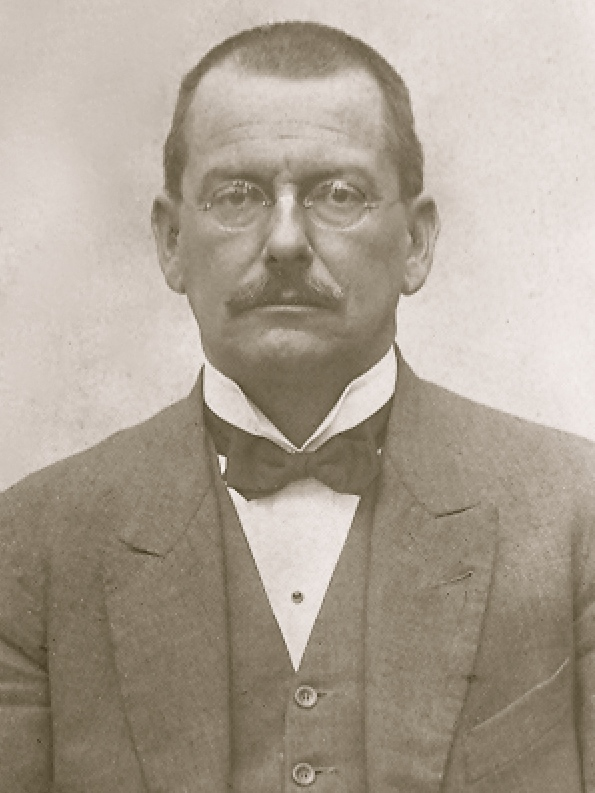
Augusto Pestana

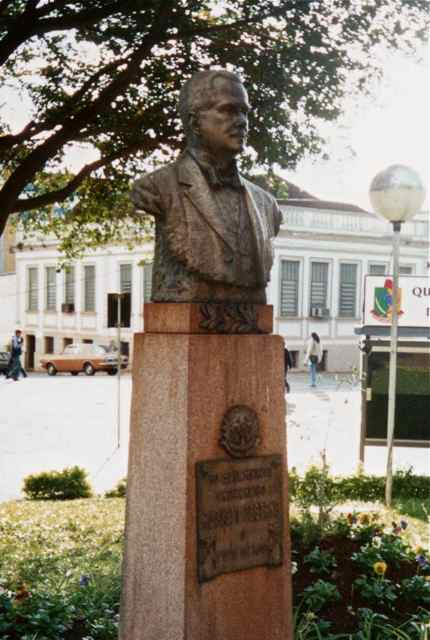
Pestana-Denkmal, Platz der Republik, Ijuí.

Augusto Pestana (* 22. Mai 1868 in Rio de Janeiro; † 29. Mai 1934 ebenda) war ein brasilianischer Ingenieur und Politiker.
Pestana studierte von 1884 bis 1887 an der Escola Politécnica mit dem Abschluss als Diplomingenieur. 1889 trat er in die Republikanische Partei von Rio Grande do Sul.
Pestana war der erste Bürgermeister von Ijuí (1912) und erster Vorstandsvorsitzender der Staatsbahn von Rio Grande do Sul (1920). Im Jahr 1915 wurde er als Vertreter des Bundesstaates Rio Grande do Sul zum ersten Mal in die Abgeordnetenkammer des Nationalkongresses Brasiliens gewählt. 1918, 1928 und 1930 wurde er erneut zum Bundesabgeordneten gewählt.
Die brasilianische Stadt Augusto Pestana ist nach ihm benannt.
| Personendaten    | Personendaten                           |
| ---------------- | --------------------------------------- |
| NAME             | Pestana, Augusto                        |
| KURZBESCHREIBUNG | brasilianischer Ingenieur und Politiker |
| GEBURTSDATUM     | 22. Mai 1868                            |
| GEBURTSORT       | Rio de Janeiro                          |
| STERBEDATUM      | 29. Mai 1934                            |
| STERBEORT        | Rio de Janeiro                          |